# Сильная Украина
Это статья о политической партии. Для других значений см. ТПУ

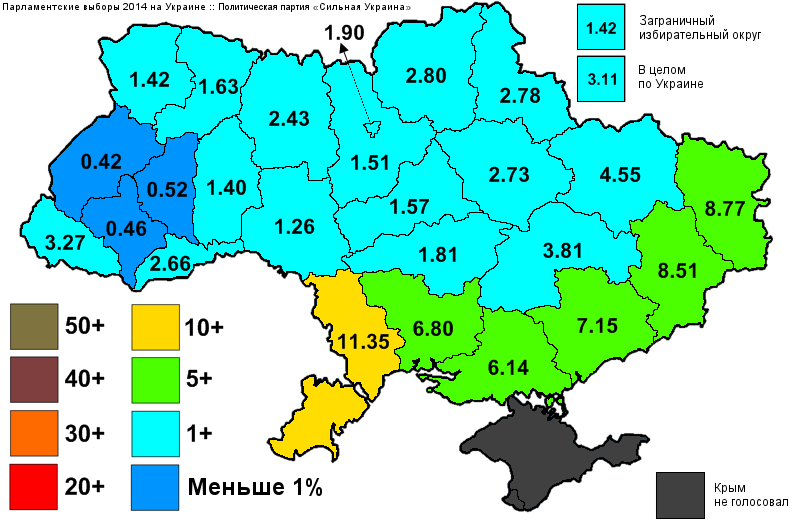
Результат Сильной Украины по регионам в 2014 году

«Си́льная Украи́на» (укр. Сильна Україна) — всеукраинская политическая партия, действовавшая с 1999 по 2012 гг.. Лидером и председателем партии с 2009 года являлся Сергей Тигипко. Заместителями главы партии были Александра Кужель, Константин Бондаренко и Александр Ильчук.
Партия была основана в 1999 году под названием «Трудовая партия Украины» (укр. Трудова партія України). Первым лидером партии был избран Михаил Сирота. После смерти Михаила Сироты в 2008 году партию возглавил его сын Дмитрий Сирота. В 2009 году главой партии был избран Сергей Тигипко, а её название изменено на «Сильная Украина». В 2012 году Тигипко принял решение о роспуске партии, а членам партии было рекомендовано вступать в Партию регионов. Сам Тигипко стал членом Партии регионов, заместителем её председателя и членом политсовета.
23 апреля 2014 года Сергей Тигипко объявил о возрождении партии «Сильная Украина». Процесс формирования партии должен начаться после президентских выборов 25 мая 2014 года.

## История

### Трудовая партия Украины
19 июня 1999 года на учредительном съезде в Киеве была основана Трудовая партия Украины. Руководителем партии был избран Михаил Сирота. Тогда же, в июне 1999 года, в Верховной раде Украины была создана фракция Трудовой партии, в состав которой вошло около 30 народных депутатов.
В 2000 году после съезда партии в Запорожье часть депутатов вышла из ТПУ и создала фракцию «Трудовая Украина», которую возглавил Игорь Шаров, а потом главой этой партии стал Сергей Тигипко.
В 2006 году Трудовая партия Украины принимала участие в парламентских выборах в составе «Блока Бориса Олийныка и Михаила Сироты». По данным Центральной избирательной комиссии, этот блок набрал 0,08 % голосов.
Во внеочередных парламентских выборах 2007 года Трудовая партия Украины приняла участие вместе с Народной партией в составе «Блока Литвина». Этот блок стал пятой политической силой, сумевшей пройти в парламент (3,96 % голосов и 20 мест).
25 августа 2008 года Михаил Сирота погиб в автомобильной аварии. 4 октября новым лидером был избран Сергей Павленко, но 18 октября вместо него был избран Дмитрий Сирота — сын Михаила Сироты.

### Сильная Украина
28 ноября 2009 года главой партии был избран Сергей Тигипко, а название партии было изменено на «Сильная Украина». Им был предложен устав, смещающий партию «в правый центр»: «Мы будем больше говорить о либеральных идеях, о том, как помочь предпринимателю, бизнесу, а не о том, как поделить то, что зарабатывают наши предприятия большие и малые», — заявил Тигипко. (Ранее, по его собственному утверждению, партия была левоцентристского толка.)
В 2010 году Тигипко стал третьим на президентских выборах, набрав 13,05 % голосов. Однако на местных выборах в октябре 2010 года «Сильная Украина» набрала только 4,3 % голосов.
16 августа 2011 года Сергей Тигипко и Николай Азаров выступили с инициативой объединения партии «Сильная Украина» с Партией регионов. 17 марта 2012 года на съезде «Сильной Украины» было принято решение о самороспуске, а членам партии было рекомендовано вступать в Партию регионов. Сам лидер «Сильной Украины» Сергей Тигипко в тот же день был избран членом Партии регионов, заместителем её председателя и членом политсовета.
В начале апреля 2014 года Сергей Тигипко был исключён из Партии регионов. 8 апреля 14 народных депутатов от Партии регионов, в том числе и Тигипко, заявили о выходе из Партии регионов и фракции ПР в Верховной Раде, а также о создании оппозиционной к действующей власти депутатской группы. 23 апреля 2014 года Сергей Тигипко объявил о возрождении партии «Сильная Украина», а также о намерении создать одноименную депутатскую группу в Верховной раде.
На президентских выборах 25 мая 2014 года Сергей Тигипко занял пятое место, набрав 5,23 % голосов. Наибольшую поддержку Тигипко получил в Донецкой (19,59 %, явка составила 15,37 %), Одесской (18,57 %, явка — 46,01 %) и Луганской (15,74 %, явка — 8,94 %) областях. Следует отметить, что в Донецкой и Луганской областях по причине вооружённого противостояния удельный вес избирателей составил и там и там менее 5 %.
По данным украинского издания «Левый берег» партию поддерживает Коломойский. По словам политолога Владимира Фесенко слухи о подобном альянсе являются мифом.

### Выборы в Верховную Раду 2014
15 сентября 2014 года партия согласовала избирательный список на досрочных выборах в Верховную Раду, который возглавили Сергей Тигипко, Валерий Хорошковский, Светлана Фабрикант, Андрей Гамов и Игорь Мазепа. В него также вошли бывшие члены «Партии Регионов» и предприниматели.
Ранее существовали договорённости об участии в выборах единой колонной Сильной Украины и Партии регионов (см. Оппозиционный блок), отвергнутые Сергеем Тигипко.
В итоге на внеочередных выборах в Верховную Раду 2014 партия «Сильная Украина» заняла девятое место по количеству голосов избирателей (491471 голос - 3,11%) и, не преодолев 5-процентного барьера, не прошла в парламент.